# Bourreria radula
Bourreria radula là loài thực vật có hoa trong họ Mồ hôi. Loài này được (Poir.) G.Don mô tả khoa học đầu tiên năm 1837.